# Sterculia corrugata
Sterculia corrugata là một loài thực vật có hoa trong họ Cẩm quỳ. Loài này được Little miêu tả khoa học đầu tiên năm 1969.